# Sentinel (serie televisiva)
Sentinel (The Sentinel) è una serie televisiva canadese prodotta dal 1996 al 1999. Originariamente era trasmessa dal canale UPN. In Italia è stata interamente trasmessa in chiaro in prima TV esclusiva dal canale Rai 2 a partire dal 1998.

## Trama
Il telefilm è ambientato nell'immaginaria città di Cascade, nel nordovest degli Stati Uniti e per la precisione nello Stato di Washington.
Jim Ellison è un detective della polizia che ha passato 18 mesi nella giungla peruviana, a contatto con gli Indios, mentre l'unità dei Rangers di cui faceva parte veniva massacrata. Qui sviluppa i suoi sensi, e riesce a sentire o vedere cose che gli altri esseri umani non riescono a percepire (in realtà aveva questi poteri già da bambino, come si vede in un episodio della seconda stagione).
Nelle sue indagini è aiutato da Blair Sandburg, un dottorando di antropologia, che lo aiuta a controllare le sue abilità. Jim si trova poi nella squadra di Simon Banks, un ispettore di polizia, che insieme a Sandburg è l'unico a conoscere le sue capacità sensoriali.

## Personaggi e interpreti
- Det. James Ellison, interpretato da Richard Burgi, doppiato da Luca Ward.
- Blair Sandburg, interpretato da Garett Maggart, doppiato da Fabio Boccanera.
- Capt. Simon Banks, interpretato da Bruce A. Young, doppiato da Stefano Mondini.
- Lt. Carolyn Plummer, interpretata da Kelly Curtis, (episodio 1), doppiata da Micaela Esdra.
- Megan Connor, interpretata da Anna Galvin, (episodio 54), doppiata da Emanuela Rossi.
- Chief Joel Taggert, interpretato da Ken Earl, doppiato da Diego Reggente.
- Det. Brown, interpretato da Henri Brown, doppiato da Enzo Avolio.
- Det. Rafe, interpretato da Rf van Rij, doppiato da
- Serena Baxter, interpretato da Lesley Ewen, doppiata da

## Episodi
| Stagione         | Episodi | Prima TV USA | Prima TV Italia |
| ---------------- | ------- | ------------ | --------------- |
| Prima stagione   | 10      | 1996         | 1998            |
| Seconda stagione | 24      | 1996-1997    | 1999            |
| Terza stagione   | 23      | 1997-1998    | 2000            |
| Quarta stagione  | 8       | 1999         | 2001-2002       |

## Location
Sebbene per tutta la durata della serie i personaggi dicano di trovarsi nell'immaginaria città di Cascade, tutte le riprese sono state effettuate nella città di Vancouver (Canada) e nelle aree adiacenti alla città.

## Produzione
Sentinel venne cancellata dalla UPN dopo tre stagioni per un consistente calo di ascolti, finendo con un cliffhanger non risolto. In seguito alle pressanti richieste dei fan affinché continuasse almeno per un'altra mezza stagione e potesse concludersi in modo più adeguato, venne girata e trasmessa la quarta stagione per dare un finale ottimale alla serie.